# Batagur
Batagur (Batagur) je rod želv, který čítá 6 druhů. Želvy tohoto rodu se vyskytují v Asii. Taxon byl v roce 2007 sloučen s 2 dalšími rody (Callagur a Kachuga).

## Taxony
- Batagur affinis (Cantor, 1847) – batagur tuntong
- Batagur baska (Gray, 1831) – batagur bengálský
- Batagur borneoensis (Schlegel & Müller, 1844) – batagur kalagur
- Batagur dhongoka (Gray, 1834) – batagur dhongoka
- Batagur kachuga (Gray, 1831) – batagur kachuga
- Batagur trivittata (Duméril & Bibron, 1835) – batagur třípruhý